# Groupe Sup de Co Amiens Picardie
Le Groupe Sup de Co Amiens Picardie rassemble l'Institut supérieur d'administration et de management (ISAM), l'École supérieure de commerce d'Amiens (ESC), la formation continue et l'Institut SupMédiaCom.
Créé en 1991, lors de la mise en place de Sup de Co Entreprises, dont la mission est de mettre en place des actions de formation continue auprès des entreprises et établissement de la CCI d'Amiens, il regroupa la dernière création ainsi que l'ESC et l'ISAM.

## Projets étudiants
On peut noter l'existence de la Junior-Création de l'ESC Amiens,  « ESConsulting », qui est certifiée ISO 9001 v.2008 et membre de la Confédération Nationale des Junior-Entreprises. Également, celle d’une junior conseil externe fondée par des étudiants de l’Institut Supérieur d’Administration et de Management (ISAM) nommée « Alliance ».
De même, pour l'année universitaire 2006-2007, un groupe d'étudiants a fondé l'association "Sup'AMUN". Cette dernière a pour objectif d'envoyer, chaque année, des étudiants du Groupe négocier dans une simulation de Conférence des Nations unies.